# Les Orphelins du paradis
Les Orphelins du paradis est une série documentaire en 7 épisodes de 52 minutes présentée par Olivia Mokiejewski et diffusée du 14 novembre 2010 au 29 janvier 2012 sur France 2 dans l'émission Grandeurs nature. Elle est rediffusée l'année suivante sur Planète+, et en 2016 sur France 5. 

## Synopsis
La journaliste Olivia Mokiejewski part au cœur des derniers grands sanctuaires de la nature, à la rencontre des animaux sauvages orphelins en voie de disparition et de ceux qui se battent pour leur venir en aide. 

## Épisodes
| Épisode  | Titre                     | Réalisateur      | Première diffusion |
| Saison 1 | Saison 1                  | Saison 1         | Saison 1           |
| -------- | ------------------------- | ---------------- | ------------------ |
| 1        | Face aux guépards         | Laurent Frapat   | 14 novembre 2010   |
| 2        | Les naufragés des cimes   | Jean-Luc Guidoin | 21 novembre 2010   |
| 3        | Tota, singe d'Amazonie    | Jean-Luc Guidoin | 28 novembre 2010   |
| 4        | Les géants de Tsavo       | David Perrier    | 6 février 2011     |
| Saison 2 |                           |                  |                    |
| 5        | Les oursons de Boubonitsy | David Perrier    | 1er janvier 2012   |
| 6        | Opération gorilles        | David Perrier    | 8 janvier 2012     |
| 7        | SOS koalas                | Christian Gaume  | 29 janvier 2012    |

## Fiche technique
- Auteur : Éric Gonzalez et Marie Pilhan
- Réalisation : Laurent Frapat, Jean-Luc Guidoin, David Perrier et Christian Gaume
- Musique : Ludovic Sagnier
- Narration : Olivia Mokiejewski
- Année de production : 2010-2011
- Sociétés de production : One Planet, France Télévisions, Planète+